# Triphaenopsis sachaliensis
Triphaenopsis sachaliensis là một loài bướm đêm trong họ Noctuidae.